# Simon Blanco
Simon Blanco (titlul original: în spaniolă Simon Blanco) este un film dramatic mexican, realizat în 1974 de regizorul Mario Hernández, protagoniști fiind actorii Antonio Aguilar, Jacqueline Andere, Mario Almada, Gina Morett.

## Conținut
După Revoluția Mexicană, eroul de război Simon Blanco, se întoarce acasă pentru a-și proteja iubita de răzbunătorul viitor socru...

## Distribuție
- Antonio Aguilar – Simon Blanco
- Jacqueline Andere – Natalia
- Mario Almada – Don Onésimo Martínez
- Eleazar García – Andres
- Valentín Trujillo – El Capuleque
- Alejandro Reyna – Celestino, „Tio Placido”
- José Carlos Ruiz – Lic. Cardoso
- Javier Ruán – Ahijado
- Gerardo Reyes – Chon
- Flor Silvestre – cântăreața
- Virginia Manzano – mama lui Simon
- Bruno Rey – Don Marcial Martinez
- Miguel Manzano – Don Pablo Renteria
- Gina Morett – Rosalia (ca Gina Moret)
- Tito Novaro – nașul Zepeda
- Mario García González – Adrián
- Marta Zavaleta – nașa
- Guillermo Gil – omul lui Onésimo
- José Antonio Marros – omul lui Onésimo
- Johnny Gonzalez
- copiii:
  - Toñito Aguilar
  - Pepito Aguilar
  - Virgilio Javier Ruan

## Melodii din film
Coloana sonoră a filmului este semnată de José Antonio Alcaraz și Federico Ibarra, melodiile din film fiind interpretate de Antonio Aguilar, Gerardo Reyes, Flor Silvestre și formația „Los Cantores del Panuco”.
- Corrido de Simón Blanco interpretează: Antonio Aguilar (compozitor: Delfino Villegas)
- Derrotado en mi orgullo interpretează: Antonio Aguilar (compozitor: )
- La Palma interpretează: Flor Silvestre (compozitor: Antonio Aguilar / Pascual Barraza)
- El Querreque  interpretează „Los Cantores de Pánuco” (compozitor:  Rolando Hernandez Reyes)
- Esta noche interpretează: Antonio Aguilar (compozitor: José Alfredo Jiménez)
- Que suerente la mia interpretează: Antonio Aguilar (compozitor: José Alfredo Jiménez)
- Hasta me quede dormido interpretează: Gerardo Reyes (muzica și versuri: Gerardo Reyes)
- Corrido (muzica și versuri: Arnulfo Berumen / Luis Magaña)
- Corrido desn Pablo
- Coplas  interpretează „Los Cantores de Pánuco”
- Serenata sin luna interpretează: Antonio Aguilar (compozitor: José Alfredo Jiménez)

## Lansare
Filmul Simon Blanco a avut premiera în Mexico City pe data de 16 martie 1975.
În România premiera filmului a avut loc la data de 26 aprilie 1976 la cinematografele „Scala”, „Festival” și „Favorit” din capitală.